# Melaniparus fringillinus
El carbonero gorjirrufo (Melaniparus fringillinus) es una especie de ave paseriforme de la familia Paridae propia de África oriental.

## Taxonomía
Se clasificaba en el género Parus, pero fue trasladado al género Melaniparus, como otras especies, cuando un análisis genético publicado en 2013 demostró que todas ellas formaban un nuevo clado.

## Distribución y hábitat
Se encuentra en Kenia y Tanzania. Su hábitat natural son las sabanas secas.